# サンティ・カソルラ
サンティ・カソルラ (Santi Cazorla)ことサンティアゴ・カソルラ・ゴンサレス（Santiago Cazorla Gonzalez, 1984年12月13日 - ）は、スペイン・アストゥリアス州出身のサッカー選手。レアル・オビエド所属。元スペイン代表。ポジションはMF。

## クラブ経歴

### キャリア初期
地元のレアル・オビエドの下部組織でプレーしていたが、17歳の時にビジャレアルCFの下部組織に移り、2003年11月30日のデポルティーボ・ラ・コルーニャ戦でトップチームデビューした。2004-05シーズンはトップチームの中での立ち位置を確立した。インタートトカップ2回戦、オーデンセBK戦の1stレグでプロ初ゴールを決めると、UEFAカップで4得点を挙げ、5月1日のヘタフェ戦でラ・リーガ初ゴールを決めた。2005-06シーズンはUEFAチャンピオンズリーグで2試合に出場した。
2006年7月7日、120万ユーロを支払えばビジャレアルが買い戻すことができるという条項が付けられ、移籍金60万ユーロの4年契約でレクレアティーボ・ウェルバに完全移籍した。8月27日、開幕戦となったマジョルカ戦でデビューし、移籍後初得点も決めた。2007年4月22日のラシン・サンタンデール戦で決めた得点は亡くなったばかりの父親に捧げた。セグンダ・ディビシオン（2部）からプリメーラ・ディビシオン（1部）に昇格したばかりのチームの8位に貢献し、ドン・バロン紙によってリーガ・エスパニョーラのスペイン人最優秀選手賞に選出された。

### ビジャレアル復帰
マヌエル・ペジェグリーニ監督に活躍が認められ、2007年夏にビジャレアルCFに買い戻され、フアン・ロマン・リケルメが着けていた背番号8番を与えられた。開幕戦となったバレンシア戦で移籍後初ゴールを決めると、ニハト・カフヴェジやジュゼッペ・ロッシらの得点をアシストしつつ自身も5得点を決め、チームは過去最高の2位に躍進した。2008年8月26日にはレアル・マドリードがカソルラ獲得に興味を抱いていると報道されたが、その直後にビジャレアルとの3年間の契約延長に応じた。2009年4月初旬のUDアルメリア戦で右足の腓骨を負傷し、リーグ最終節のRCDマジョルカ戦までの数試合を欠場したが、自己最多のリーグ戦8得点を記録した。2009年10月30日、椎間板ヘルニアのために戦線離脱を余儀なくされた。
2011年7月26日、大型補強を敢行するマラガCFに移籍。移籍金は2000万ユーロ前後とされている。これにより、ビジャレアル時代の恩師ペジェグリーニの下で再びプレーすることになった。2011-12シーズンは全試合に出場し、クラブも4位と躍進したが、財政難のためアーセナルFCに移籍することとなった。

### アーセナルFC
2012-13シーズン、9月2日の第3節のリヴァプール戦で移籍後初ゴール、12月17日、第17節のレディング戦でプロ入り後初のハットトリックを決め、5月14日のウィガン戦では4アシストを決め(チームの全ゴールのお膳立て)、4-1での勝利に貢献、自己最多のリーグ戦12ゴールを挙げると共に、全大会の合計アシストも14を記録するなど、チームの年間最優秀選手に選出された。エジルの加入後はポジションをやや下げて中盤のリンクマンとしてプレーするなど欠かせない選手となった。2013-14シーズン、FAカップ決勝、ハル・シティ戦では直接FKを決め優勝に貢献した。2014-15シーズンは7ゴールを決めただけでなく、リーグ2位の11アシストを記録した。また、コミュニティシールドのマンチェスター・シティ戦では決勝ゴールとなる先制点を決め 優勝に貢献、FAカップ決勝のアストン・ヴィラ戦ではMVPに選ばれる活躍で大会連覇に貢献した。
2015年7月31日、アーセナルとの契約延長を発表した が、11月29日のノリッジ戦で膝の靭帯断裂の重傷を負い、後述のチリ代表との親善試合の際に負ったアキレス腱痛の影響もあって2015-16シーズンの後半戦は欠場、プレミアリーグでは15試合の出場のみとなった。2016年10月に大怪我を負い、以降2018年8月にビジャレアルに復帰してプレー再開まで約2年間プレーが出来ずにいた。

### ビジャレアル再復帰以降
2018-19シーズン、9月27日のベティス戦でゴールを決め、リケルメを抜いてチームのMFとして最多ゴール記録者となった。1月3日のレアル・マドリード戦では2ゴールを決めるなど、35試合に出場、復活を果たした。
2019-20シーズン、9月21日のバリャドリード戦、9月24日のFCバルセロナ戦、9月27日のベティス戦と3試合連続ゴール、7月13日のレアル・ソシエダ戦でシーズン11点目を決め、これまでのラ・リーガではキャリアで最多のゴールを決めるなど、チームの来季UEFAヨーロッパリーグ出場権獲得に貢献する活躍を見せていたが、同シーズン限りでチームを退団することを発表。リーグ最終戦となったエイバル戦でも先発出場し、後半71分にアンギサのゴールをアシスト、82分に交代でピッチを後にした。最終的にリーグ3位となる9アシスト(情報源によっては10アシストとなっている。)の成績を残した。これらの活躍から、UEFAが選出したラ・リーガベストイレブンに選出された。

### アル・サッドへ移籍
2020年7月20日、スペイン代表ではチームメートであったシャビ・エルナンデスが監督を務めるアル・サッドと契約した。2020-21シーズン、20試合13得点11アシストでリーグ制覇、カタール・スーパーリーグ最優秀選手賞を受賞した。

### レアル・オビエド復帰
2023年8月17日、20年ぶりに古巣のレアル・オビエドに復帰した。
1部昇格に貢献し、2025年7月13日、オビエドと2025-26シーズンの契約を結んだことが発表された。

## 代表歴

### 世代別スペイン代表
世代別のスペイン代表にはイニャキ・サエス監督が率いていたU-21代表で初招集された。2004年にはアテネオリンピック出場プレーオフ・U-23イタリア代表戦に招集され、1stレグの77分からハビエル・アリスメンディに代わって途中出場したが、2試合合計の結果でイタリアに及ばず、本大会出場はならなかった。

### スペインA代表
2008年5月17日、UEFA EURO 2008に挑むスペイン代表の最終登録メンバーに選出された。ルイス・アラゴネス監督が発表したメンバーの中にカソルラが含まれていたことは驚きを持って迎えられた。その他には代表0キャップのFWセルヒオ・ガルシアも選出され、MFホアキン・サンチェスやMFアルベルト・リエラが落選した。5月31日、ペルーとの親善試合でスペイン代表デビューした。UEFA EURO 2008本選グループリーグのロシア戦、スウェーデン戦、ギリシャ戦 に途中出場した。準々決勝のイタリア戦にも途中出場し、PK戦の末に勝利して準決勝進出を決めた。カソルラはPK戦の2番手としてPKを成功させている。決勝のドイツ戦ではダビド・シルバとの途中交代で試合の残り25分間に出場し、1-0で勝利して44年ぶりのヨーロッパ制覇を果たした。
2008年11月19日、ヴィラ＝レアルのエスタディオ・エル・マドリガルで行われたチリとの親善試合で代表初得点を挙げた。2009年6月にはコンフェデレーションズカップに出場し、グループリーグ3試合に出場した。2010年5月、南アフリカワールドカップのスペイン代表候補30人に選出されたが、本大会に出場する23人からは外れた。
2011年6月4日のアメリカとの親善試合で自身初の1試合2得点を挙げた。
2013年9月、チリとの親善試合で負傷し、右足首に亀裂骨折の重傷を負った。
2014年FIFAワールドカップではグループリーグ第2戦のチリ戦で途中出場、既にグループリーグ敗退が決定していた、最終節のオーストラリア戦では先発出場した。
2019年5月17日、スペインサッカー連盟は6月に行われるUEFA EURO 2020予選の2試合に臨むスペイン代表メンバー23名を発表し、アーセナルに所属していた2015年11月以来、3年半ぶりに代表に招集された。2019年11月UEFA EURO 2020予選、マルタ戦で代表では約4年ぶりとなるゴールを決めた。

## 怪我との戦い
カソルラは右足切断の危機さえあった。事の起こりは2013年9月に行われた親善試合、スペイン対チリで右足首を亀裂骨折したことである。2015年11月に負った左膝の外側靭帯損傷のリハビリ中、今度は右アキレス腱を痛めてしまい、2016年12月に手術を受けた際は創傷がうまく塞がらず、細菌が侵入して化膿。2018年のインタビューによるとアキレス腱の状態を確認すべく医師が切開したところ10cmほど「細菌に喰われていた」といい、骨が粘土のような状態になっていたと伝わる。医師からも「サッカーは諦めて、普通の生活を送れるようになることを目標に」と告げられた。経験豊富な執刀医が「これほど凄まじい症例は見たことがない」と言うほどの状態だったが、カソルラは10回の手術と地道なリハビリでこの怪我を克服した。しかしこのケガの影響はカルソラに深い影を落とし、「精神的にも肉体的にも（リーガのレベルは）きついと感じるようになった」カソルラは、2019年から誘われていたアル・サッドへの移籍を決意した。この移籍によりそれまで招集されていた代表チームからも外れ、2021年のユーロ2020への出場も逃した。

## 個人成績
2022年10月12日現在
| シーズン       | クラブ           | リーグ                   | 国内リーグ戦 | 国内リーグ戦 | 国内カップ戦 | 国内カップ戦 | 国際大会 | 国際大会 | 通算 | 通算 |
| シーズン       | クラブ           | リーグ                   | 出場         | 得点         | 出場         | 得点         | 出場     | 得点     | 出場 | 得点 |
| -------------- | ---------------- | ------------------------ | ------------ | ------------ | ------------ | ------------ | -------- | -------- | ---- | ---- |
| 2003-04        | ビジャレアル     | プリメーラ・ディビシオン | 2            | 0            | 0            | 0            | 0        | 0        | 2    | 0    |
| 2004-05        | ビジャレアル     | プリメーラ・ディビシオン | 29           | 2            | 0            | 0            | 15       | 5        | 44   | 7    |
| 2005-06        | ビジャレアル     | プリメーラ・ディビシオン | 23           | 0            | 0            | 0            | 2        | 0        | 25   | 0    |
| 通算           | 通算             | 通算                     | 54           | 2            | 0            | 0            | 17       | 5        | 71   | 7    |
| 2006-07        | レクレアティーボ | プリメーラ・ディビシオン | 34           | 5            | 0            | 0            | -        | -        | 34   | 5    |
| 通算           | 通算             | 通算                     | 34           | 5            | 0            | 0            | -        | -        | 34   | 5    |
| 2007-08        | ビジャレアル     | プリメーラ・ディビシオン | 36           | 5            | 6            | 0            | 7        | 1        | 49   | 6    |
| 2008-09        | ビジャレアル     | リーガ BBVA              | 30           | 8            | 1            | 0            | 8        | 0        | 39   | 8    |
| 2009-10        | ビジャレアル     | リーガ BBVA              | 24           | 5            | 2            | 0            | 4        | 1        | 30   | 6    |
| 2010-11        | ビジャレアル     | リーガ BBVA              | 37           | 5            | 4            | 1            | 14       | 2        | 55   | 8    |
| 通算           | 通算             | 通算                     | 127          | 23           | 13           | 1            | 33       | 4        | 173  | 28   |
| クラブ総通算   | クラブ総通算     | クラブ総通算             | 181          | 25           | 13           | 1            | 50       | 9        | 244  | 35   |
| 2011-12        | マラガ           | リーガ BBVA              | 38           | 9            | 4            | 0            | -        | -        | 42   | 9    |
| 通算           | 通算             | 通算                     | 38           | 9            | 4            | 0            | -        | -        | 42   | 9    |
| 2012-13        | アーセナル       | プレミアリーグ           | 38           | 12           | 4            | 0            | 7        | 0        | 49   | 12   |
| 2013-14        | アーセナル       | プレミアリーグ           | 31           | 4            | 7            | 3            | 8        | 0        | 46   | 7    |
| 2014-15        | アーセナル       | プレミアリーグ           | 37           | 7            | 7            | 1            | 9        | 0        | 53   | 8    |
| 2015-16        | アーセナル       | プレミアリーグ           | 15           | 0            | 1            | 0            | 5        | 0        | 21   | 0    |
| 2016-17        | アーセナル       | プレミアリーグ           | 8            | 2            | 0            | 0            | 3        | 0        | 11   | 2    |
| 2017-18        | アーセナル       | プレミアリーグ           | 0            | 0            | 0            | 0            | 0        | 0        | 0    | 0    |
| 通算           | 通算             | 通算                     | 129          | 25           | 19           | 4            | 32       | 0        | 180  | 29   |
| 2018-19        | ビジャレアル     | ラ・リーガ               | 35           | 11           | 1            | 1            | 10       | 2        | 46   | 7    |
| 2019-20        | ビジャレアル     | ラ・リーガ               | 35           | 4            | 5            | 4            | -        | -        | 40   | 15   |
| 通算           | 通算             | 通算                     | 70           | 15           | 6            | 5            | 10       | 2        | 86   | 22   |
| クラブ総通算   | クラブ総通算     | クラブ総通算             | 251          | 40           | 19           | 6            | 60       | 11       | 330  | 57   |
| 2019-20        | アル・サッド     | QSL                      | -            | -            | 2            | 2            | 4        | 1        | 6    | 3    |
| 2020-21        | アル・サッド     | QSL                      | 20           | 13           | 8            | 4            | 6        | 3        | 34   | 20   |
| 2021-22        | アル・サッド     | QSL                      | 16           | 6            | 3            | 0            | 6        | 1        | 25   | 7    |
| 2022-23        | アル・サッド     | QSL                      | 7            | 2            |              |              |          |          | 7    | 2    |
| 通算           | 通算             | 通算                     | 43           | 21           | 13           | 6            | 16       | 5        | 72   | 32   |
| キャリア総通算 | キャリア総通算   | キャリア総通算           | 495          | 100          | 55           | 16           | 108      | 16       | 658  | 132  |

## 代表歴

### 出場大会
- スペイン代表
  - 2014 FIFAワールドカップ

### 試合数
- 国際Aマッチ 81試合 15得点（2008年-2019年）[44]

| スペイン代表 | 国際Aマッチ | 国際Aマッチ |
| 年           | 出場        | 得点        |
| ------------ | ----------- | ----------- |
| 2008         | 13          | 1           |
| 2009         | 11          | 1           |
| 2010         | 5           | 0           |
| 2011         | 10          | 2           |
| 2012         | 11          | 4           |
| 2013         | 11          | 3           |
| 2014         | 8           | 0           |
| 2015         | 8           | 3           |
| 2019         | 4           | 1           |
| 通算         | 81          | 15          |

### 得点
| #   | 開催日         | 開催地                                               | 対戦国         | スコア | 結果 | 大会                                    |
| --- | -------------- | ---------------------------------------------------- | -------------- | ------ | ---- | --------------------------------------- |
| 1.  | 2008年11月19日 | ヴィラ＝レアル、エスタディオ・エル・マドリガル       | チリ           | 3–0    | 3–0  | 親善試合                                |
| 2.  | 2009年9月9日   | メリダ、エスタディオ・ロマーノ                       | エストニア     | 2–0    | 3–0  | 2010 FIFAワールドカップ・ヨーロッパ予選 |
| 3.  | 2011年6月4日   | フォックスボロ、ジレット・スタジアム                 | アメリカ合衆国 | 0–1    | 0–4  | 親善試合                                |
| 4.  | 2011年6月4日   | フォックスボロ、ジレット・スタジアム                 | アメリカ合衆国 | 0–3    | 0–4  | 親善試合                                |
| 5.  | 2012年5月26日  | ザンクト・ガレン、AFGアレーナ                        | セルビア       | 2–0    | 2–0  | 親善試合                                |
| 6.  | 2012年5月30日  | ベルン、スタッド・ドゥ・スイス                       | 韓国           | 3–1    | 4–1  | 親善試合                                |
| 7.  | 2012年8月15日  | バヤモン、エスタディオ・フアン・ラモン・ローブリエル | プエルトリコ   | 0–1    | 1–2  | 親善試合                                |
| 8.  | 2012年9月7日   | ポンテベドラ、エスタディオ・デ・パサロン             | サウジアラビア | 1–0    | 5–0  | 親善試合                                |
| 9.  | 2013年6月8日   | マイアミ、サン・ライフ・スタジアム                   | ハイチ         | 1–0    | 2–1  | 親善試合                                |
| 10. | 2013年8月14日  | グアヤキル、エスタディオ・モヌメンタル               | エクアドル     | 0–2    | 0–2  | 親善試合                                |
| 11. | 2013年11月16日 | マラボ、ヌエボ・エスタディオ・デ・マラボ             | 赤道ギニア     | 0–1    | 1–2  | 親善試合                                |
| 12. | 2015年10月9日  | ログローニョ、エスタディオ・ラス・ガウナス           | ルクセンブルク | 1–0    | 4–0  | UEFA EURO 2016予選                      |
| 13. | 2015年10月9日  | ログローニョ、エスタディオ・ラス・ガウナス           | ルクセンブルク | 4–0    | 4–0  | UEFA EURO 2016予選                      |
| 14. | 2015年11月13日 | アリカンテ、エスタディオ・ホセ・リコ・ペレス         | イングランド   | 2–0    | 2–0  | UEFA EURO 2016予選                      |
| 15. | 2019年11月15日 | カディス、エスタディオ・ラモン・デ・カランサ         | マルタ         | 2–0    | 7–0  | UEFA EURO 2020予選                      |

## タイトル

### クラブ
ビジャレアルCF
- UEFAインタートトカップ 2004

アーセナル 
- FAカップ 2013-14, 2014-15
- FAコミュニティ・シールド 2014-15, 2015-16

アル・サッド
- アミール・カップ 2019-20, 2020-21
- カタール・スターズカップ 2019-20
- カタール・スターズリーグ 2020-21, 2021-22
- カタール・カップ 2021

### 代表
スペイン代表
- UEFA欧州選手権 2008, 2012

### 個人
- リーガ・エスパニョーラ 最優秀スペイン人選手賞 2007
- QFAアワーズ 年間最優秀選手賞 2021